# Konieczki
Konieczki [kɔˈɲet͡ʂki] é uma aldeia localizada no distrito administrativo de Panki, do condado de Kłobuck, voivodia de Silésia, no sul da Polônia. A aldeia tem uma população de 389 habitantes.